# Duce de Edinburgh
Titlul de Duce de Edinburgh este acordat de suveranul britanic membrilor familiei regale. Numele este asociat cu ducatul Edinburgh din Scoția. Titlul a fost creat de trei ori începând cu 1726. Ultimul deținător al titlului a fost Charles al III-lea, pe când era prinț de Wales. La accederea sa la tron, titlul a fost comasat cu Coroana Britanică.

## Istoria titlului
Titlul a fost creat la 26 iulie 1726. A fost conferit de regele George I pentru nepotul său, Frederick, care a devenit Prinț de Wales anul următor. După moartea prințului Frederick, fiul său prințul George a moștenit titlul.
Regele George al III-lea a reînviat titlul la 19 noiembrie 1764 pentru fratele său mai mic, Prințul William de Wales, forma întreagă a titlului fiind "Gloucester și Edinburgh". Titlul a trecut unicului său fiu, Ducele de Gloucester și Edinburgh, William Frederick, care a murit fără să lase moștenitori pe linie masculină, ceea ce a dus la dispariția titlului.
Regina Victoria a creat titlu la 24 mai 1866 pentru cel de-al doilea fiu al ei, Prințul Alfred. Alfred a murit în 1900 fără să lase moștenitori pe linie masculină. 
Următorul titlu a fost creat de George al VI-lea în 1947 pentru viitorul ginere, Lt. Filip Mountbatten. Filip s-a căsătorit cu Prințesa Elisabeta ziua următoare. În perioada de după căsătorie și înainte de a a deveni regină, Elisabeta era cunoscută drept Ducesa de Edinburgh.

## Duci de Edinburgh, prima creare (1726)
- HRH Prințul Frederick Louis, Duce de Edinburgh (1707–1751)
- HRH Prințul George, Duce de Edinburgh (1738–1820) (a devenit regele George al III-lea al Marii Britanii în 1760)

## Duci de Gloucester și Edinburgh (1764)
- HRH Prințul William Henry, Duce de Gloucester și Edinburgh (1743–1805)
- HRH Prințul William Frederick, Duce de Gloucester și Edinburgh (1776–1834)

## Duci de Edinburgh, a doua creare (1866)
- HRH Prințul Alfred, Duce de Edinburgh (1844–1900)

## Duci de Edinburgh, a treia creare (1947)
- HRH Prințul Filip, Duce de Edinburgh (1921 – 2021)
- HRH Charles, Prinț de Wales (n. 1948)
- HRH Edward, Duce de Edinburgh (n. 1964)

### Linia de succesiune
În momentul căsătoriei HRH Contele de Wessex s-a anunțat că va moșteni Ducatul de Edinburgh. Cu toate acestea, conform regulilor titlurilor nobiliare din Regatul Unit, succesiunea ar fi:
1. HRH Prințul William de Wales (n. 1982), fiul cel mare al Prințului de Wales
2. HRH Prințul George de Cambridge (n.2013), fiul cel mare al Ducelui de Cambridge
3. HRH Prințul Louis de Cambridge (n. 2018), fiul cel mic al Ducelui de Cambridge
4. HRH Prințul Harry, Duce de Sussex (n. 1984), fiul cel mic al Prințului de Wales
5. HRH Archie Mountbatten-Windsor (n. 2019), fiul Prințului Harry
6. HRH Prințul Andrew, Duce de York (n. 1960), al doilea fiu al Ducelui de Edinburgh
7. HRH Prințul Eduard, Conte de Wessex (n. 1964), al treilea fiu al Ducelui de Edinburgh
8. HRH James, Viconte Severn (n. 2007), fiul Contelui de Wessex